# Mabini (Pangasinan)
Mabini is een gemeente in de Filipijnse provincie Pangasinan op het eiland Luzon. Bij de laatste census in 2007 had de gemeente ruim 23 duizend inwoners.

## Geografie

### Bestuurlijke indeling
Mabini is onderverdeeld in de volgende 16 barangays:
| - Bacnit - Barlo - Caabiangaan - Cabanaetan - Cabinuangan - Calzada - Caranglaan - De Guzman | - Luna - Magalong - Nibaliw - Patar - Poblacion - San Pedro - Tagudin - Villacorta |

## Demografie

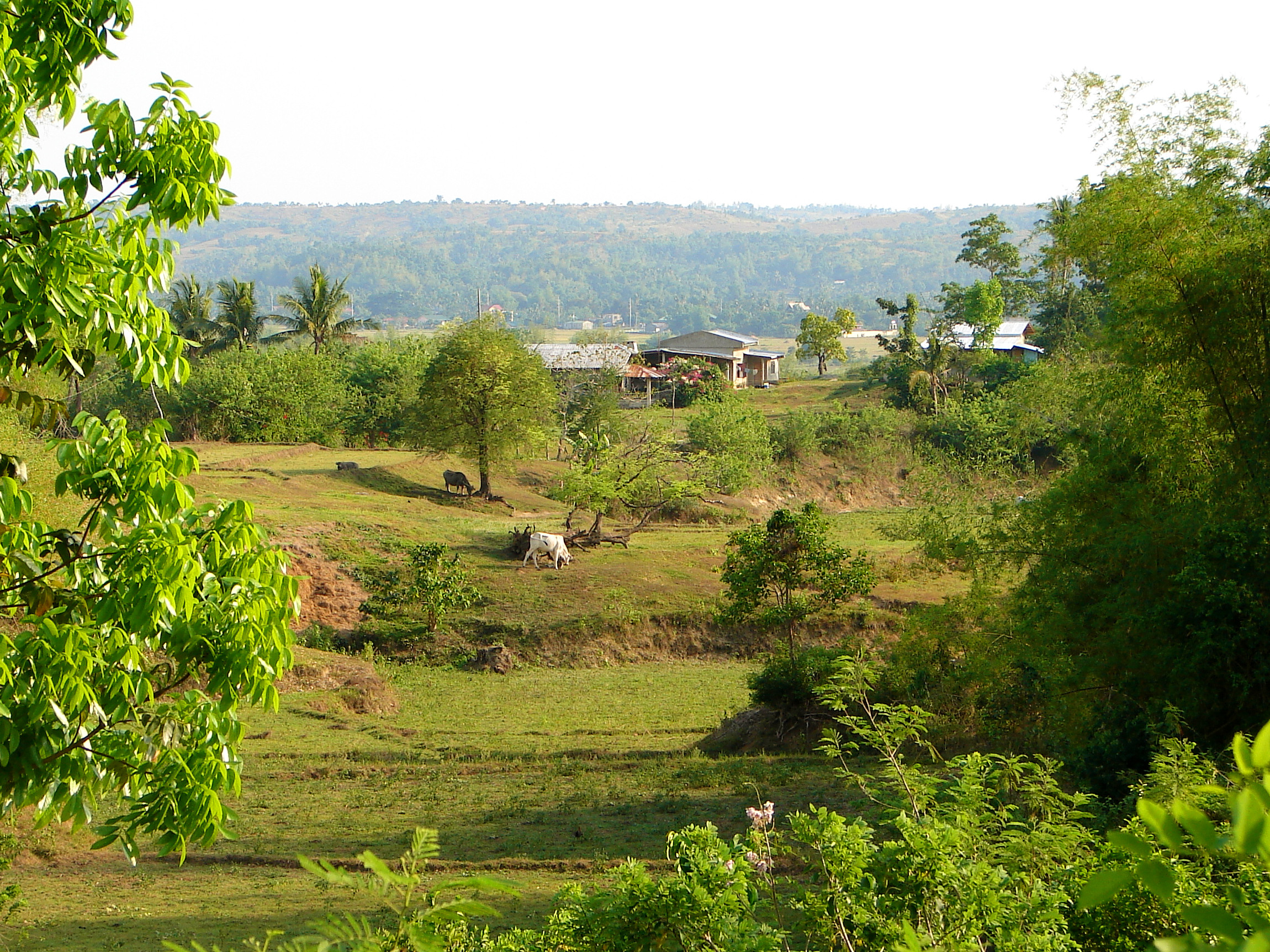
Landelijk gebied van Mabini

Mabini had bij de census van 2007 een inwoneraantal van 23.338 mensen. Dit zijn 2.303 mensen (10,9%) meer dan bij de vorige census van 2000. De gemiddelde jaarlijkse groei komt daarmee uit op 1,44%, hetgeen lager is dan het landelijk jaarlijks gemiddelde over deze periode (2,04%).